# 震災景気
震災景気（しんさいけいき）とは震災が発生することにより生じる景気の変動を指す。
震災後の復興において、需要が増加して業績を上げることができる業界というのがいくつか存在している。震災が発生して都市が壊滅したならば、それの復興のための需要が数多く発生し、それを満たすことができる企業群が、震災景気で業績が上がるようになる業界ということになる。特に業績が上げられるようになるというのが土木業界つまり建築業であり、都市の復興のための多大な業務が舞い込む傾向がある。